# Димитър Кьостаров
Димитър Кьостаров е български педагог, актьор и режисьор от Република Македония.

## Биография
Роден е на 25 август 1912 година в сливенското село Ичера. Учи математика в Софийския университет. През 1937 завършва двегодишна Висша театрална школа при Народния театър под ръководството на Николай Масалитинов. След освобождението на Вардарска Македония през април 1941 година заминава в Скопие, където играе на сцената на новооснования народен театър.
В началото на 1944 г. Кьостаров се включва в партизанските отряди. През 1945-1957 е управител и театрален директор на Македонския народен театър (МНТ). Участва в различни филми и постановки. Кьостаров е плодовит режисьор: след 1945 година създава 83 постановки, от които 58 на сцената на МНТ. Завършва кариерата си като професор по актьорско майсторство във факултета по театрални изкуства на Скопския университет (1977-1981).

## Фамилия
Димитър Кьостаров е женен за югославската партизанка и политик от СРМ Веселинка Малинска.
Брат му Тодор Кьостаров е роден през 1914. Учи в Сливенската гимназия, откъдето е изключен за политическа дейност. След 9 септември 1944 г. става обвинител в т.нар. Народен съд. По време на процеса срещу Трайчо Костов избягва в Югославия, където постъпва като юрист в Министерството на външните работи. Женен е за първата съпруга на Дечко Узунов, художничката Маша Попова.

## Филмография
- Републиката в пламък (1969)
- Македонска кървава сватба (1967)
- До победата и след нея (1966) – Камджиев
- Десант при Дървар (1963)
- Мирно лято (1961) – Таткото на Верче
- Капитан Леши (1960) – Коста
- Мис Стоун (1958)

## Награди
- Награда „13 ноември“ на град Скопие (1963);
- Награда „11 октомври“ за представлението „Фома“ (1972);
- Награда „11 октомври“ за цялостно творчество (1980);
- Награда на фестивала „Стериино позорие“ за особени заслуги (Нови Сад, 1985);
- Награда за цялостно творчество на Македонския театрален фестивал „Войдан Чернодрински“ (Прилеп, 1995).